# Коридорас Юлії
Коридорас Юлії (Corydoras julii) — вид сомоподібних риб з роду Коридорас підродини Corydoradinae родини Панцирні соми. Названо на честь Юлії Корі. Інша назва «леопардовий коридорас». У природі поширений у річках Південної Америки; утримують також в акваріумах.

## Опис
Завдовжки досягає 5—6 см. Спостерігається статевий диморфізм: самиця більша за самця, останні стрункіші. Голова помірно велика, морда округла. Очі середнього розміру. Є 3 пари маленьких вусиків. Тулуб стрункий. Спинний плавець високий, у самців перші промені більш розвинені, у самиць — округлі. Має 7 м'яких променів, кількість яких дорівнюється анальним променям. Хвостовий плавець з виїмкою, широкими лопатями.
Забарвлення жовтувато-сіре, ближче до кольору слонової кістки, зі сріблястими блиском. По всьому тілу розкидано дрібні чорні плямочки і чорні хвилясті лінії, окрім черево, утворюючи чудовий візерунок. Черево є світле, без малюнка. Від середині тіла (уздовж бокової лінії) до хвостового плавця тягнеться чорна нерівна смуга. У самця доходить майже до зябрової кришки. Зверху й донизу до цієї смуги долучаються тонкі лінії. Нижче цієї смуги кожна лусочка має облямівку чорного кольору. Верхня половина спинного плавця інтенсивно-чорного забарвлення, його основа — прозоре. Анальним плавцем проходять 5—7 смуг, утворених тоненькими рисками. Хвостовий плавець має декілька чорних плямок.

## Спосіб життя
Мешкає в болотах, ставках або струмках. Воліє до прісної та чистої води. Утворює невеличкі групи. Доволі полохлива риба. Вдень ховається серед рослин. Активна вночі. Живиться дрібними ракоподібними, комахами, хробаками, рештками рослин.
Нерест відбувається в сезон дощів. Самиця відкладає кладку до 100 ікринок, яку прикріплює до листя. Інкубаційний період триває до 5 днів. Личинки дуже маленькі та майже прозорі.
Тривалість життя до 5-10 років.

## Розповсюдження
Поширений у Бразилії та Перу.

## Утримання в акваріумі
Об'єм акваріума на одну пару повинен становити від 20 літрів, в оздобленні повинні бути різноманітні укриття (корчі, рослини тощо). Рекомендують тримати зграйкою по 5—8 особин. Невибагливі в утриманні. Оптимальними параметрами води є: 22–26 °C, dGH 2—25°, pH 6,0—8,0. Потрібна фільтрація води та її регулярна підміна.